# Монотоност функције
Монотоност функције у математици означава њено својство да јој се са порастом вредности аргумента вредности нижу од већих ка мањим или од мањих ка већим. Графички представљено, ово даје линију која изгледа као узлазна или силазна линија, а функција са овим својством се зове монотона функција.
Вредности не морају бити стриктно узлазне, тј. дозвољена је појава више једнаких врености. У том случају, функција би била монотно нерастућа или монотоно неопадајућа. Уколико до овога не долази, ради се о монотоно опадајућој или монотоно растућој функцији.

## Дефиниције
Монотоност функције означава својство оних функција које задовољавају било који од следећих услова:
- {\displaystyle (\forall x_{1},x_{2}\in B)(x_{1}\leq x_{2}\rightarrow f(x_{1})\leq f(x_{2}))} - растућа на {\displaystyle B}
- {\displaystyle (\forall x_{1},x_{2}\in B)(x_{1}<x_{2}\rightarrow f(x_{1})<f(x_{2}))} - строго растућа на {\displaystyle B}
- {\displaystyle (\forall x_{1},x_{2}\in B)(x_{1}\leq x_{2}\rightarrow f(x_{1})\geq f(x_{2}))} - опадајућа на {\displaystyle B}
- {\displaystyle (\forall x_{1},x_{2}\in B)(x_{1}<x_{2}\rightarrow f(x_{1})>f(x_{2}))} - строго опадајућа на {\displaystyle B}

За функцију која задовољава ово својство (тј. било које од четири наведена својства) кажемо да је монотона на скупу {\displaystyle B}. Специјално, за функцију која задовољава друго или четврто својство од четири наведена, кажемо да је строго монотона на {\displaystyle B}.
Ако је функција f непрекидна на отвореном интервалу [a,b], и диференцијабилна на затвореном интервалу (a,b); онда је: 
- функција f, монотоно неопадајућа за свако x из интервала (a,b), где је f ' (x) веће или једнако нули.
- функција f, монотоно нерастућа за свако x из интервала (a,b), где је f ' (x) мање или једнако нули.